# P Nation
P Nation (cách điệu là P NATION) là nhãn hiệu Hàn Quốc được thành lập bởi rapper Hàn Quốc PSY.  Đây là ngôi nhà của các nghệ sĩ hiện tại là Penomeco, Crush và Heize.

## Lịch sử
Vào ngày 14 tháng 5 năm 2018, có thông tin rằng Psy sẽ rời khỏi công ty trước đó của mình, YG Entertainment, để bắt đầu hãng thu âm của riêng mình.
Vào ngày 23 tháng 1 năm 2019, Psy thông báo qua Instagram rằng nhãn hiệu này sẽ được gọi là P-Nation.  Ngày hôm sau, có thông báo rằng cựu thành viên Lucky J, Jessi sẽ là nghệ sĩ đầu tiên ký hợp đồng với nhãn hiệu này.  Hai ngày sau, có thông báo rằng HyunA và cựu thành viên Pentagon E'Dawn là người tiếp theo ký hợp đồng với công ty.Ngày 6/7, Jessi rời P-nation sau khi hết hạn hợp đồng. Ngày 29/8, P-nation thông báo HyunA và Dawn chính thức rời công ty.

## Nghệ sĩ
- Psy [4]
- Crush
- Heize
- Hwasa
- D.Ark
- Penomeco
- Swings
- TNX